# Застава (пост)
Застава або рогатка (пол. rogatka, нім. Schranke) — невеликий одно- або двоповерховий будинок, що стояв при головній комунікаційній дорозі, що вела до міста. Був садибою міських податкових органів, завданням яких було збирати митну та дорожню оплату.

## Опис
Рогатки будували на межі міста, вони стояли парами обабіч дороги. Між ними встановлювали рухомий бар'єр, що перекривав прохід. Будівництво рогаток розпочали в другій половині 18 ст., тобто в часи активної розбудови міст за межі давніх міських брам. 
В сучасній мові (наприклад, у Львові — див. міські рогатки Львова) терміном рогатка називають місце на межі місцевості при дорозі, навіть якщо там немає жодних контрольних чи митних пунктів. В Україні цей термін зберігся також у Тернополі та Чернівцях.

## Галерея

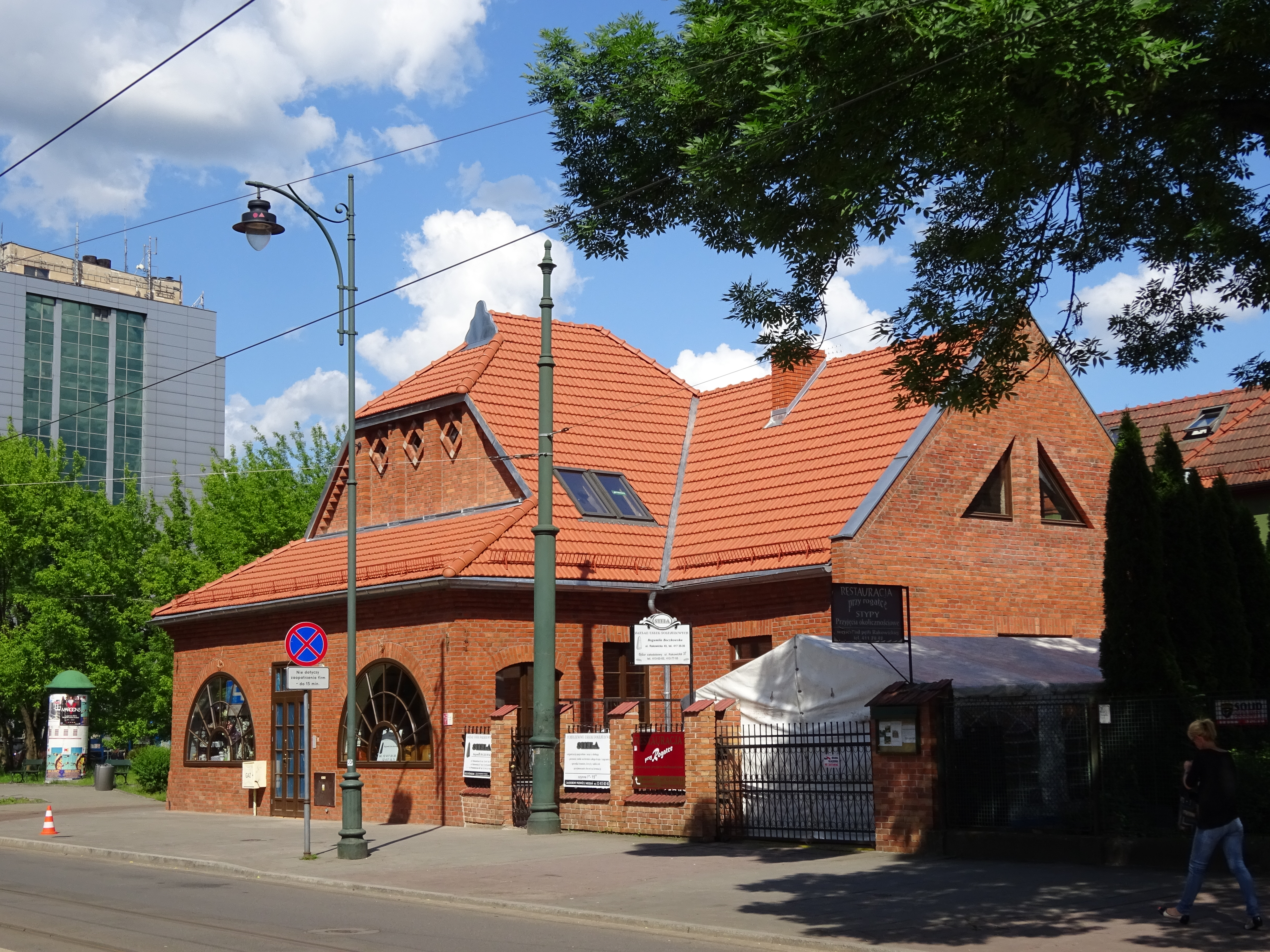
Ольшанська рогатка в Кракові
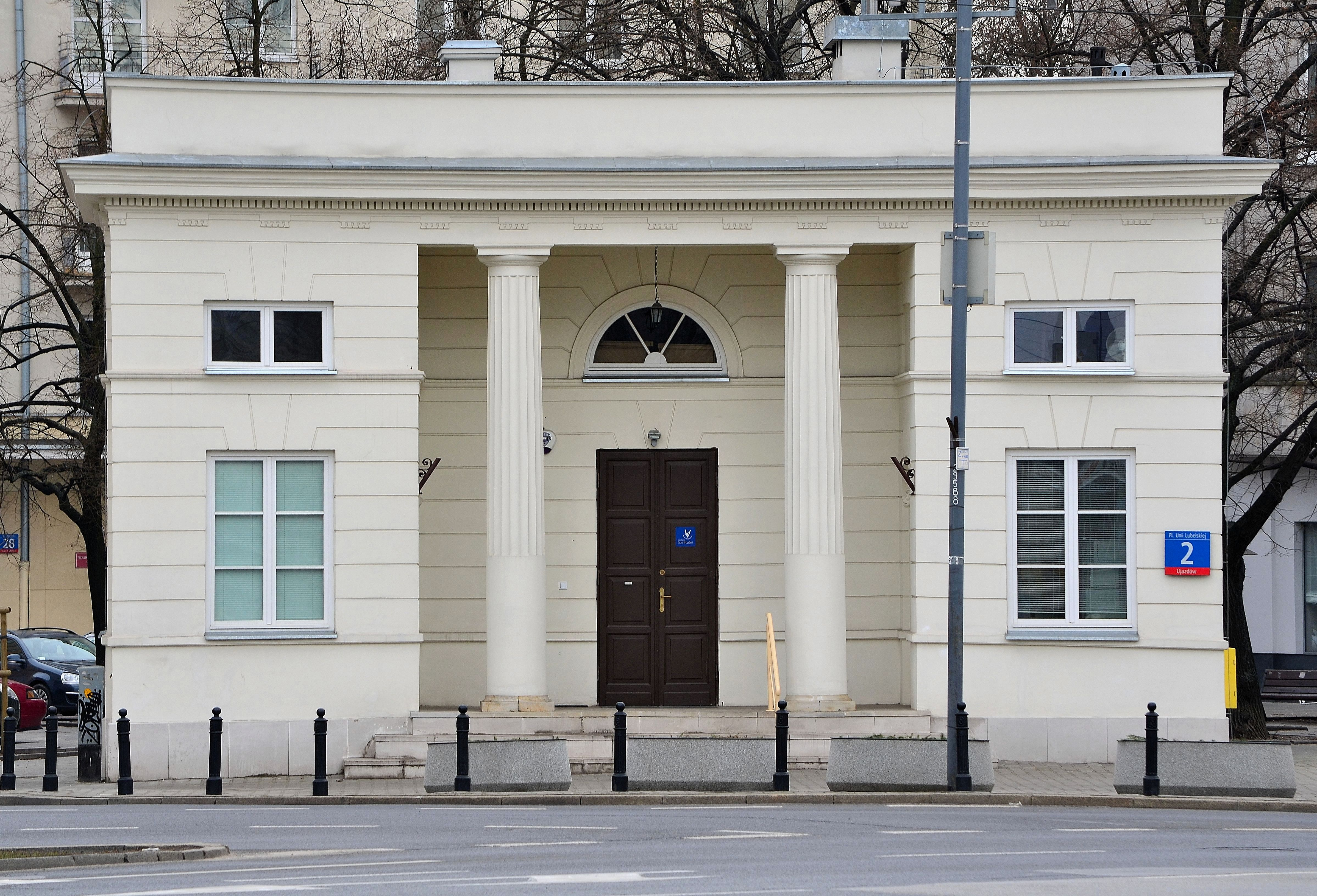
Одна з Мокотовських рогаток у Варшаві
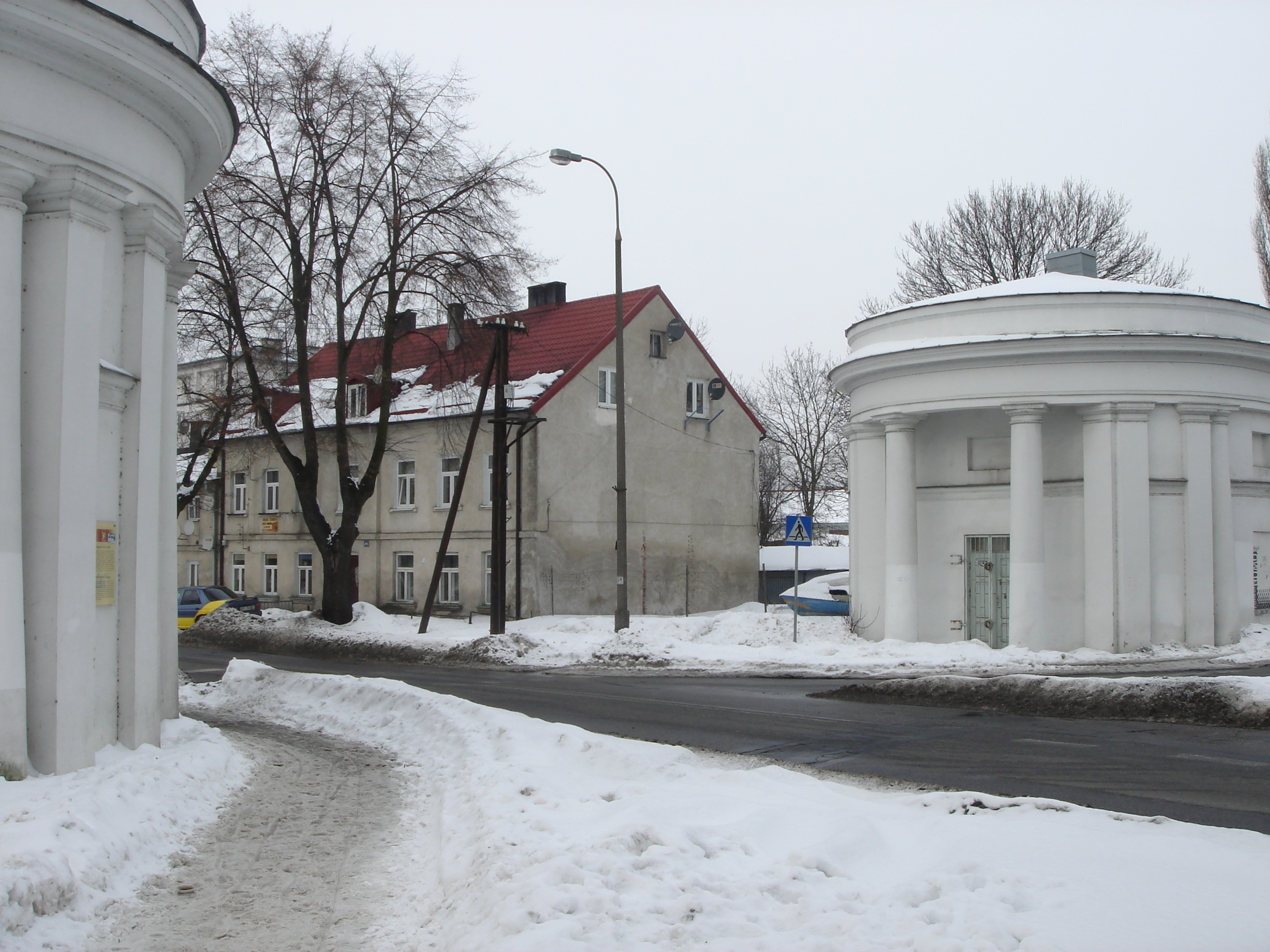
Добринські рогатки в Плоцьку
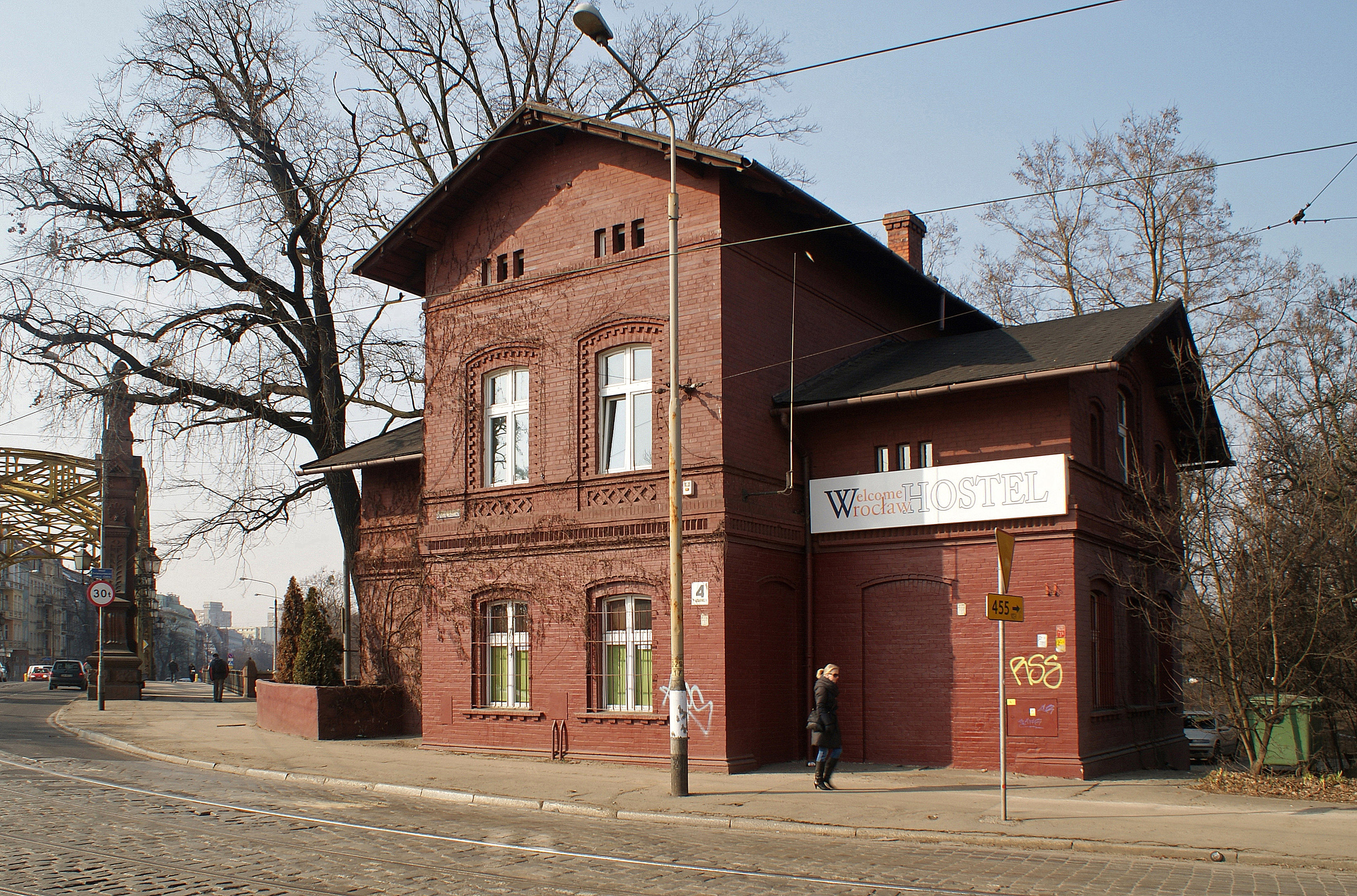
Щитницька рогатка у Вроцлаві
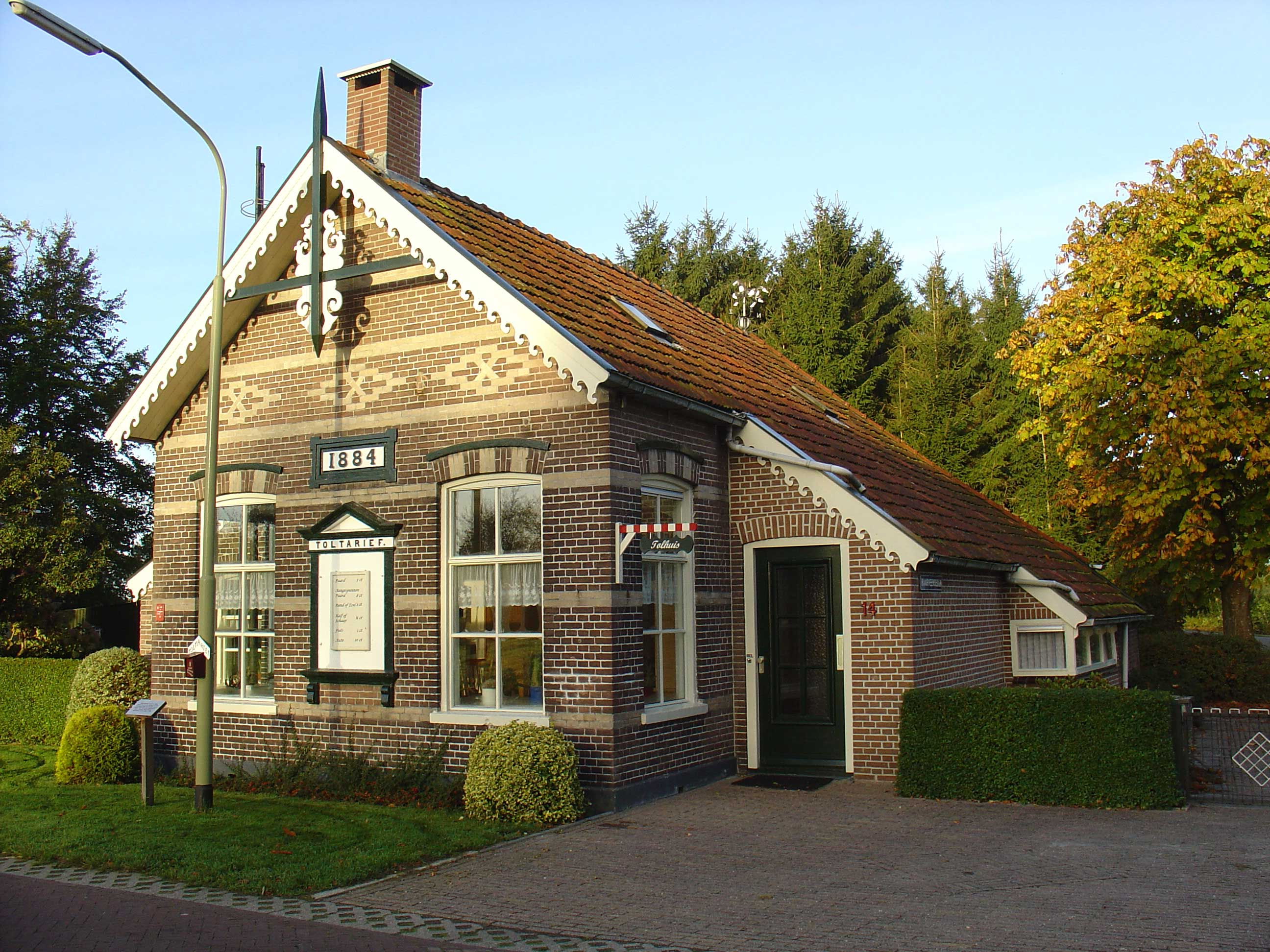
Митна застава у нідерландському селі Фоксволде (Foxwolde)
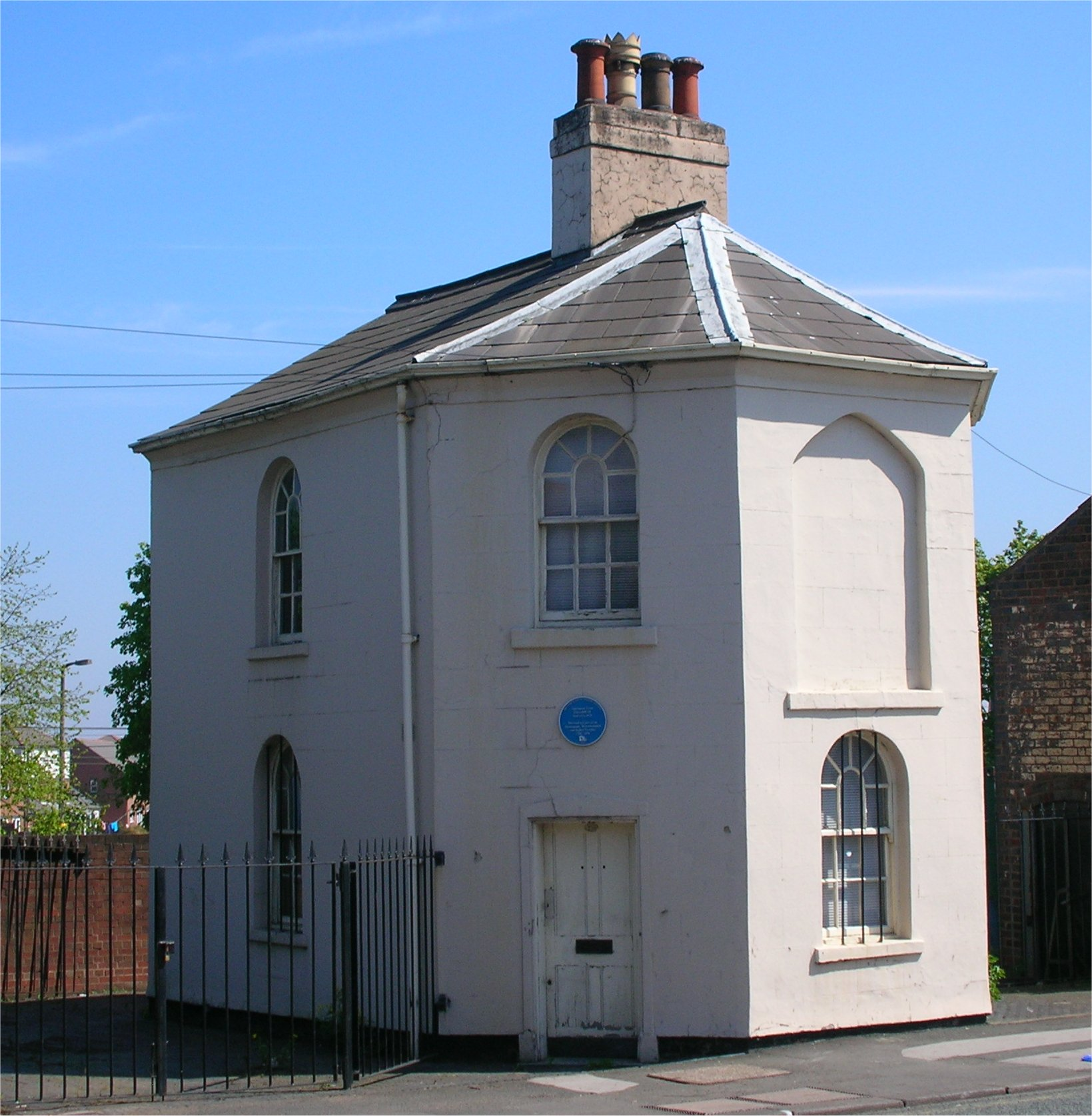
Митна застава у Сметику під Бірмінґемом